# Cromosoma 5

Cromátida del cromosoma 5.

El cromosoma 5 es uno de los 23 pares de cromosomas del cariotipo humano. La población posee, en condiciones normales, dos copias de este cromosoma, uno heredado de la madre y uno del padre durante la reproducción sexual. Normalmente existen dos copias de este cromosoma . El cromosoma 5 tiene alrededor de 182 millones de pares de bases y representa alrededor del 6% del total del ADN de la célula.

## Genes

### Número de genes
La identificación de genes en cada cromosoma se realiza mediante la anotación estructural y funcional del ADN. Debido a la aplicación de diferentes métodos bioinformáticos de predicción de genes, existen variaciones en el número de genes estimados en cada cromosoma.
| Base de datos | Genes codificantes de proteínas | ADN no codificante | Pseudogenes | Fecha      | Ref.               |
| ------------- | ------------------------------- | ------------------ | ----------- | ---------- | ------------------ |
| CCDS          | 862                             | --                 | --          | 26/10/2022 | [ 2 ]              |
| HGNC          | 811                             | 460                | 651         | 11/04/2025 | [ 5 ]              |
| Ensembl       | 887                             | 1 385              | 740         | 13/05/2024 | [ 6 ]              |
| UniProt       | 888                             | --                 | --          | 05/02/2025 | [ 7 ]              |
| NCBI          | 894                             | 1 004              | 807         | 23/08/2024 | [ 8 ] [ 9 ] [ 10 ] |

### Brazo corto (p)
- PRLR: Receptor para la hormona Prolactina en la ubicación p.13.

- RETREG1 : Regulador 1 de la reticulofagia. (5p15.1)

### Brazo largo (q)
- FST: Folistatina  (5q11.2)
- FBN2 : Fibrilina-2  (5q23.3)

## Enfermedades
A continuación se relacionan algunas enfermedades asociadas a alteraciones en el cromosoma 5:
- Atrofia muscular espinal
- Síndrome de Cockayne
- Distrofia corneal de Bowman
- Síndrome del maullido del gato
- Síndrome de Ehlers-Danlos
- Poliposis adenomatosa familiar
- Distrofia corneal granular tipo I
- Distrofia corneal granular tipo II
- Homocistinuria
- Síndrome de Usher
- Síndrome de Treacher Collins
- Síndrome de Cornelia de Lange
- Síndrome de Laron